# Sufetula rectifascialis
Sufetula rectifascialis là một loài bướm đêm trong họ Crambidae.